# Prizrak
Prizrak (Призрак) è un film del 2015 diretto da Aleksandr Vojtinskij.

## Trama
L'ambizioso e di successo progettista di aerei Jurij Gordeev si è schiantato in un incidente d'auto ed è diventato un fantasma. Lo sfortunato scolaro Vanja Kuznecov è l'unico che lo vede e può aiutarlo.